# Кременецькі гори
Кремене́цькі го́ри (також Крем'янецькі гори, чи Кремене́цький кряж, Кремене́цька гряда, застаріла назва Авратинські гори) — північно-східна частина Гологоро-Кременецького кряжа Подільської височини. Лежать на території Кременецького району Тернопільської області.

## Географія
Простягаються з південного заходу на північний схід між долинами річок Ікви і Кутянки та Вілії (всі — басейн Прип'яті). Довжина 65 км, ширина 12—20 км. Середня висота становить 350—400 м. Максимальна — 408 м.
Кременецькі гори представлені в рельєфі плосковершинними пасмами, плато й останцями; сильно розчленовані долинами річок, балками і ярами. Схили асиметричні: круто, місцями урвищами обриваються на північному заході та півночі. Північно-західний край гряди підноситься над рівниною Малого Полісся на 120—150 м, на півдні гряда поступово знижується. Складається з крейди, вапняків, піску. Характерні ерозія ґрунтів, зсуви, карст (Студентська печера, Піщанка). Лісистість становить близько 20 %. На схилах переважно широколистяні ліси, чимало вершин голі, плоскі та місцями кам'янисті.
Цікавим об'єктом є відслонення крейди у старому кар'єрі — геологічна пам'ятка природи місцевого значення. Розташоване у північно-східній частині міста Кременець у старому кар'єрі. Оголошене об'єктом природно-заповідного фонду рішенням виконкому Тернопільської обласної ради від 26 грудня 1976 року № 637.
Найвідомішим об'єктом є Замкова гора (Бона), котра приваблює туристів.
На території Кременецький гір розташовані Кременецький ботанічний сад, національний природний парк «Кременецькі гори» та багато інших природоохоронних об'єктів.
Багаті на крейду, піски і вапняк Кременецькі гори також дали назву сусідньому містечку Білогір'я на Хмельниччині.

## Вершини
- Драбаниха — 408,6 м, (50°5′41.83″ пн. ш. 25°41′52.18″ сх. д. / 50.0949528° пн. ш. 25.6978278° сх. д.)
- Лиса Гора — 400 м, (50°3′58.62″ пн. ш. 25°38′5.46″ сх. д. / 50.0662833° пн. ш. 25.6348500° сх. д.)
- Маслятин — 398,4 м, (50°4′33.53″ пн. ш. 25°39′6.02″ сх. д. / 50.0759806° пн. ш. 25.6516722° сх. д.)
- Страхова — 384,1 м, (50°4′33″ пн. ш. 25°39′6″ сх. д. / 50.07583° пн. ш. 25.65167° сх. д.)
- Замкова Гора — 397 м, (50°5′41.03″ пн. ш. 25°43′53.46″ сх. д. / 50.0947306° пн. ш. 25.7315167° сх. д.)
- Кам'яна — 393,9 м, (50°6′46.14″ пн. ш. 25°46′6.02″ сх. д. / 50.1128167° пн. ш. 25.7683389° сх. д.)
- Дівочі скелі — 375,9 м, (50°7′6.25″ пн. ш. 25°43′43.11″ сх. д. / 50.1184028° пн. ш. 25.7286417° сх. д.)
- Божа Гора — 366,8 м, (50°6′24.34″ пн. ш. 25°34′58.57″ сх. д. / 50.1067611° пн. ш. 25.5829361° сх. д.)
- Уніас — 359,8 м, (50°12′7.24″ пн. ш. 25°56′34.81″ сх. д. / 50.2020111° пн. ш. 25.9430028° сх. д.)
- Замок — 357,3 м, (50°11′8.39″ пн. ш. 25°52′30.71″ сх. д. / 50.1856639° пн. ш. 25.8751972° сх. д.)
- Стіжок — 357 м, (50°11′30″ пн. ш. 25°54′28″ сх. д. / 50.19167° пн. ш. 25.90778° сх. д.)
- Шейка — 333 м, (50°14′35.71″ пн. ш. 25°58′12.92″ сх. д. / 50.2432528° пн. ш. 25.9702556° сх. д.)
- Святої Трійці — 263 м, (50°11′50.23″ пн. ш. 25°55′1.19″ сх. д. / 50.1972861° пн. ш. 25.9169972° сх. д.)

## Рослинний світ
Кліматичні умови сприяють розвитку багатого рослинного світу. Переважають хвойно-широколистяні та широколистяні ліси, особливу цінність мають букові деревостани на горах Маслятин та Черча. На території є чагарники, луки і степи. Тут зростає понад 1200 видів вищих спорових і квіткових рослин, у тому числі 16 ендемічних видів. Судинних рослин налічується більше 915 видів, з яких 21 вид занесено до Червоної книги України. Серед степової і наскельно-степової рослинності — ряд волино-подільських ендеміків та реліктових видів. Зокрема: шавлія кременецька, молочай волинський, змієголовник австрійський, гвоздика несправжньопізня, спірея пиківська, лещиця дністровська, підмаренник застарілий, самосил гірський, жовтозілля Бессера. Ендеміки виключно Кременецьких гір — це мінуарція побільшена, юринея товстосім'янкова, береза Клокова.
З їстівних грибів поширені опеньки осінні звичайні, боровик (білий гриб), підберезники, маслюки, сироїжки їстівні, лисички справжні, печериці польові. З умовно їстівних  грибів - трутовик сірчано-жовтий.
Характерним для західної частини Кременецьких гір є наявність костриці валіської. Незначні ділянки займають формації чебрецю Бессера. З рідкісних рослинних угрупувань, занесених до Зеленої книги України (1987), зустрічаються формації ковили волосистої, молодила руського, осоки низької, ковили пірчастої, костриці бліднуватої.

## Тваринний світ
Тваринний світ різноманітний і багатий. Тут мешкають: вовчок сірий, лісовий і горішковий, лісова куниця, вивірка звичайна, заєць сірий, лисиця звичайна, видра річкова, рак річковий; Також зустрічаються борсук звичайний, лось звичайний, свиня дика (вепр), сарна європейська, олень шляхетний, а також деколи на територію заходить лось європейський занесені до Червоної книги України. Серед птахів зустрічаються граки, горобці, стрижі, круки, сороки, жайворонки, горлиці, сірі та чорнолобі сорокопуди, сірі сови, голуби, синяки, сиворакші, сипухи, перепілки, у болотяних місцях — крижні, пастушки, водяні курочки, деркачі, чайки, сірі чаплі; рідкісними видами є підорлик малий, канюк, лелека чорний, пугач, малий строкатий дятел, кам'яні дрозди, серпокрильці.
У темних місцинах водяться рукокрилі (рід кажанів), зокрема руді вечірниці. Найбільше їх у катакомбах на замковій горі Боні.
З плазунів зустрічаються вуж звичайний та вуж водяний, мідянка звичайна, веретільниця ламка, гадюка Нікольського, полоз.

## Штат національного природного парку "Кременецькі гори" - 49 чол.[1]

### Директори з 2012 року
Штогрин Микола Олександрович, кандидат економічних наук, відмінник лісового господарства України ( з 2012 року)

### Заступники директора-головні природознавці з 2012 року
Курницький Віталій Іванович, кандидат економічних наук (2012-2019 рр.)
Штогун Андрій Олександрович (у період з 2021 по 10.2023 р. виконання обов'язків; з 10. 2023 р. на посаді)
Сектор забезпечення діяльності установи:
Провідний фахівець з кадрів: Пшевгоцька Т.В., Поліщук Ф.Г., (до 2018 р.) Шуляк О.М. ( з 2018 р.)
Провідний юрисконсульт: Шуляк О.М. ( з 2013 р.)
Провідний інженер з охорони праці: Андрощук Н.Д. (з 2012 р.)
Провідні програмісти у різні періоди з 2012 року: Павловський О., Іващук О., Ємець О., Шумбар Я., Верига С., Скакальська Л., Галаган І.
Діловоди у різні періоди з 2012 року: Пшевгоцька Т.В., Поліщук Ф.Г., Якубовська О.Б., Микитинець Т.О.

### Фінансово-економічний відділ
Головний бухгалтер:
Циганюк Світлана Миколаївна ( з 2012 р.)
Бухгалтери у різні періоди з 2012 року:  Антонюк М., Тарунова О.М., Євтєєва Т., Далека І., Якубовська О., Продусевич І., Омельчук О., 

### Науково-дослідний відділ ( до 2016 р. відділ науки)
Начальники:
Оніщук Анжела Сергіївна (2012-2013 рр.)
Гоцкалюк Лариса Олександрівна (2013-2016 рр.)
Штогун Андрій Олександрович (2016-2018 рр. (в.о.); 2018-2023 рр.)
Довганюк Ірина Ярославівна (2023 р. в.о.)
Бобрик Ірина Вікторівна ( з 2024 р. в.о.)
Наукові співробтіники у різні періоди з 2012 року: Оніщук А.С., Гоцкалюк Л.О., Турчик А., Довганюк І.Я., Підгурська О., Гудзікевич А., Капустинський А., 
Штогрин (Бобрик ) І., Сорокіна Л., Щербакова Ю., Троцюк М.А., Штогун А.О., Клетьонкін В.Г.

### Відділ еколого-освітньої роботи ( до 2016 р. відділ екологічної освіти)
Начальники:
Тимошенко Оксана Любомирівна (з 2012 року)
Співробітники відділу у різні періоди з 2012 року: Пурдик Г.М., Рябоконь С., Підгурська О., Жомір О., Козак І., Жиглевич О., Верещак О., Голуб Ю., Микитинець Т.

### Відділ державної охорони ПЗФ ( до 2014 р. відділ державної охорони, відтворення та використання природних екосистем)
Начальники:
Росіцький Андрій Ярославович (з 2012 року)
Інженери відділу у різні періоди з 2012 року: Олексюк Т., Бабич С.,  Липка М., Драсук С., Волинський С., Воробей Р., Трофимлюк С.,Радчук А.,
Васірук А., Павлюк В., Троцюк М., Ярмощук Б.

### Відділ господарського забезпечення та рекреаційного благоустрою
Начальники:
Шовкопляс Федір Миколайович (2012-2024 рр.)
Фещук Анатолій Афанасійович (01.2024-05.2024 р. виконання обов'язків)
Шпак Василь Петрович (з 05.2024 р.)
Заступники начальника:
Ринкявічюс Віталій Йонасович (2012-2015 рр.)
Нагорнюк Галина Володимирівна (2015-2016 рр.)
Фещук Анатолій Афанасійович (з 2017 р.)
Провідні інженери з рекреаційного благоустрою у різні періоди з 2012 року: Брик Я., Русняк Ю., Якубовський В., Васілевський О., Микитинець Т. 
Фахівці з рекреації та працівники відділу у різні періоди з 2012 року: Васілевський В.П., Васілевський О.В., Ткачук М.Ф., Кисіль В.В., Якубовський В.І., Ткачук В.І., Дроздовський Б.П.,
Гогалюк О.С,, Якубовський В.В., Русняк В.І., Зуб О.С., Силестинюк Г.О., Гаврилишина М.І., Філь О.І., Левицький Г.П., Горевіч Г.Б., Гуменюк А., Токарчук В., 

### Білокриницьке ПНДВ
Начальники:
Фурсик Павло Юрійович (2012-2013 рр.)
Мельник Ігор Олегович (з 2013 року)
Майстри з охорони природи у різні періоди з 2012 року:  Кмитюк І., Мидлик Я., Фещук О.
Інспектори з охоони ПЗФ у різні періоди з 2012 року: Футерко С., Харитонюк В., Радчук А., Ясінський Ю.,Червінський Ю., Савчук В., Садецький М.,Куртіш М.,Бордійчук В., Івахів П.,
Природоохоронники у різні періоди з 2012 року: Ошеко І., Варневич В., Перетятко О.

### Угорське ПНДВ
Начальники:
Васірук Анатолій Миколайович (з 2015 р.)
Інспектори з охоони ПЗФ : Іщук О.О., Шевчук Ю.М.
Природоохоронник: Іщук М.О.

### Маслятинське ПНДВ
Начальники:
Ляшук Іван Сергійович (2018-2023 рр.)
Васірук Анатолій Миколайович ( 2023-2024 р. виконання обов'язків)
Павлюк Василь Петрович ( з 2024 р.)
Майстри з охорони природи у різні періоди з 2012 року: Горецький А.Ю. 
Інспектори з охоони ПЗФ у різні періоди з 2012 року: Вавренчук В.В., Свідрук П.М., Вознюк В., Мальчевський Б.В., 
1. ↑  Національний природний парк "Кременецькі гори" – місто Кременець, вул. Осовиця,12 (укр.). Процитовано 18 жовтня 2024.